# (23294) Sunao
(23294) Sunao es un asteroide perteneciente al cinturón de asteroides, descubierto el 23 de diciembre de 2000 por el equipo del Lowell Observatory Near-Earth-Object Search desde la Estación Anderson Mesa (condado de Coconino, cerca de Flagstaff, Arizona, Estados Unidos).

## Designación y nombre
Designado provisionalmente como 2000 YJ137. Fue nombrado en honor a Sunao Hasegawa (n. 1969) quien administra la instalación de cañones de gas ligero de dos etapas en el Instituto de Ciencias Espaciales y Astronáuticas de JAXA. La instalación se utiliza para estudiar procesos de impacto de alta velocidad. Hasegawa contribuye con las observaciones de asteroides realizadas por el satélite infrarrojo japonés AKARI.

## Características orbitales
Sunao está situado a una distancia media del Sol de 2,364 ua, pudiendo alejarse hasta 2,873 ua y acercarse hasta 1,854 ua. Su excentricidad es 0,215 y la inclinación orbital 4,901 grados. Emplea 1327,19 días en completar una órbita alrededor del Sol.

## Características físicas
La magnitud absoluta de Sunao es 14,97. Tiene 6,750 km de diámetro y su albedo se estima en 0,059.